# 哈特鎮區 (密蘇里州賴特縣)
哈特鎮區（英語：Hart Township）是位於美國密蘇里州賴特縣的一個行政鎮區。

## 地方資料
哈特鎮區的面積為115.39平方千米，當中陸地面積為115.22平方千米，而水域面積為0.17平方千米。根據2020年美國人口普查的數據，當地共有人口1134人，而人口密度為每平方千米9.83人。